# Stop żelaza z węglem
Stop żelaza z węglem – stopy, w których węgiel rozpuszczany jest w żelazie. Węgiel może występować w nich w postaci węgla czystego – grafitu, roztworu stałego w sieci krystalicznej ferrytu lub austenitu albo jako węglik żelaza, np. Fe3C, zwanego cementytem.
Stopy zawierające poniżej 2,11% (według norm polskich, zaś europejskich 1,75%) węgla to stale lub staliwo, a powyżej tej zawartości to żeliwo.
Wraz ze wzrostem udziału węgla struktura stopu żelaza z węglem przybiera odmienne formy:
- przy bardzo niewielkiej zawartości węgla, poniżej 0,0218% udaje się uzyskać niemal czyste żelazo α zwane ferrytem,
- przy zawartościach węgla pomiędzy 0,0218% a 0,77% otrzymuje się stopy podeutektoidalne (stale podeutektoidalne), które są mieszaninami ferrytu i perlitu,
- przy zawartości 0,77% węgla uzyskuje się perlit będący mieszaniną eutektoidalną ferrytu i cementytu,
- stopy w zakresie 0,77% do 2,11% – stale nadeutektoidalne – są mieszaninami perlitu i cementytu,
- stopy o zawartości węgla powyżej 2,11% (żeliwo), są mieszaninami ledeburytu przemienionego i perlitu (do 4,3% węgla) lub cementytu (powyżej 4,3% węgla). W przypadku stosunkowo wolnego chłodzenia w stopach tych może także wystąpić grafit,
- przy zawartości węgla 4,3%, w krzepnącym stopie, powstaje ledeburyt, który w czasie dalszego chłodzenia w temperaturach poniżej 727 °C przekształca się w ledeburyt przemieniony. Ledeburyt jest eutektyką.

Wykres równowagi układu żelazo-węgiel – jest to wykres fazowy węgla w stopie z żelazem. Pierwszą, najczęściej wykorzystywaną i omawianą część wykresu nazywa się także wykresem żelazo – cementyt. Na osi poziomej podana jest procentowa zawartość węgla w stopie, na osi pionowej temperatura. Z wykresu można odczytać jaką strukturę posiada stop, przy założeniu równowagowego procesu wytwarzania. Przy, na przykład, szybkim chłodzeniu stop może zachowywać się w inny sposób (na przykład granica rozpuszczalności węgla w ferrycie wzrasta wraz z wielkością przechłodzenia).
Należy zaznaczyć, że jest to tylko fragment wykresu równowagi układu żelazo-węgiel (zwany wykresem żelazo-cementyt), zawarty pomiędzy 0% a 6,69% (czasem mówi się 6,67%) węgla. Nazwa pochodzi od nazwy faz na granicach wykresu – z lewej jest żelazo (Fe), a z prawej cementyt (Fe3C). Jest on najbardziej istotny ze względów praktycznych, gdyż większe stężenie węgla powoduje zbyt dużą kruchość stopu.

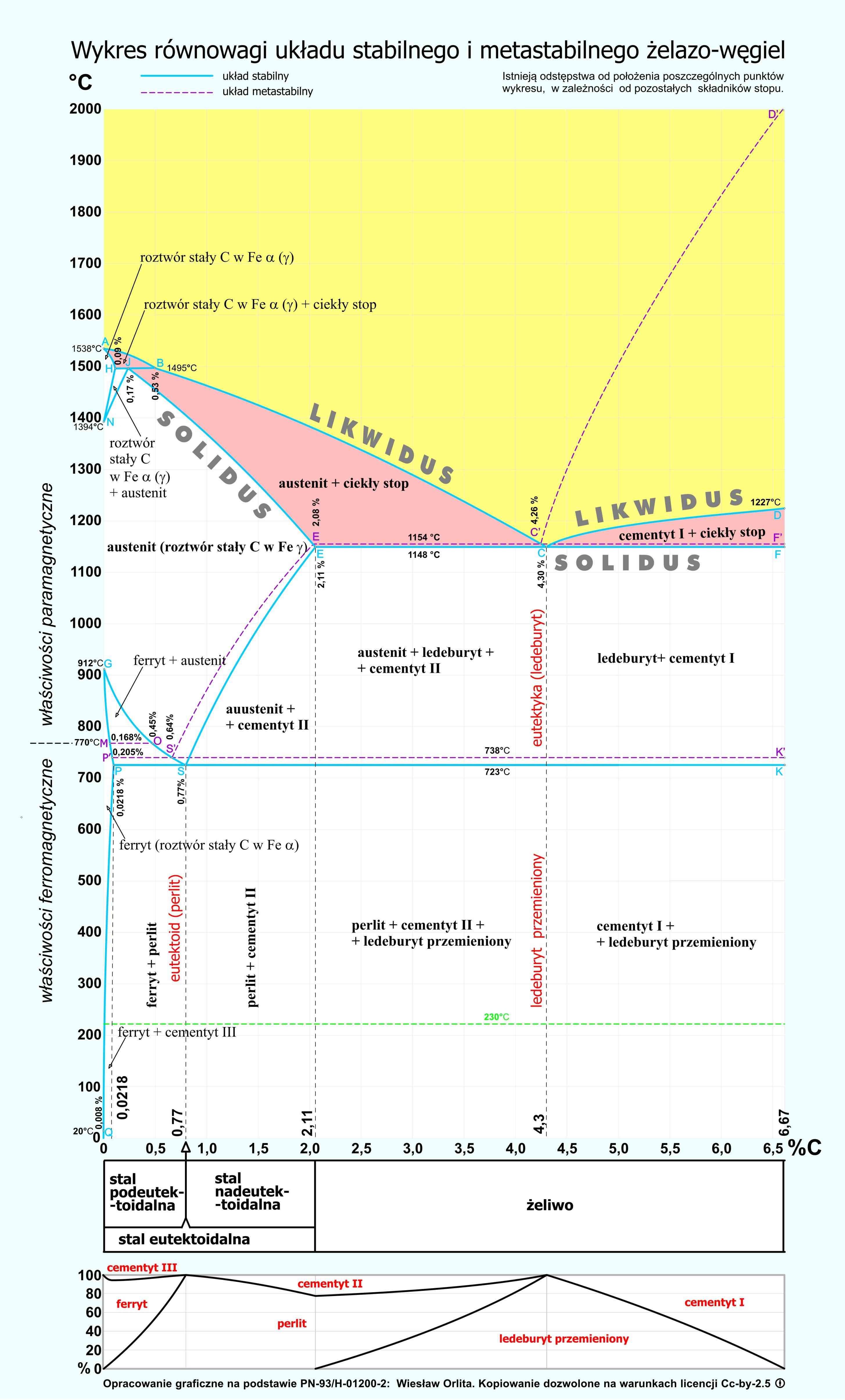
Wykres równowagi stabilnego układu żelazo-węgiel i metastabilnego żelazo-cementyt

Charakterystyczne punkty wykresu.
| Układ metastabilny | żelazo – cementyt |            | Układ stabilny | żelazo – węgiel |            |
| Punkt              | stężenie węgla    | przy temp. | Punkt          | stężenie węgla  | przy temp. |
| ------------------ | ----------------- | ---------- | -------------- | --------------- | ---------- |
| A                  | 0% C              | 1538 °C    | A              | 0% C            | 1538 °C    |
| H                  | 0,09% C           | 1495 °C    | H              | 0,09% C         | 1495 °C    |
| J                  | 0,17% C           | 1495 °C    | J              | 0,17% C         | 1495 °C    |
| B                  | 0,53% C           | 1495 °C    | B              | 0,53% C         | 1495 °C    |
| N                  | 0% C              | 1394 °C    | N              | 0% C            | 1394 °C    |
| D                  | 6,67% C           | 1227 °C    | D′             | ∞(?)% C         | ∞(?) °C    |
| C                  | 4,3% C            | 1148 °C    | C′             | 4,26% C         | 1154 °C    |
| E                  | 2,11% C           | 1148 °C    | E′             | 2,08% C         | 1154 °C    |
| F                  | 6,67% C           | 1148 °C    | F′             | 6,67% C         | 1154 °C    |
| G                  | 0% C              | 912 °C     | G              | 0% C            | 912 °C     |
| M                  | 0,0168% C         | 770 °C     | M              | 0,0168% C       | 770 °C     |
| O                  | 0,45% C           | 770 °C     | O              | 0,45% C         | 770 °C     |
| P                  | 0,0218% C         | 727 °C     | P′             | 0,0205% C       | 738 °C     |
| S                  | 0,77% C           | 727 °C     | S′             | 0,68% C         | 738 °C     |
| K                  | 6,67% C           | 727 °C     | K′             | 6,67% C         | 738 °C     |
| Q                  | 0,008% C          | 20 °C      | Q              | 0,008% C        | 20 °C      |

Charakterystyczne linie wykresu.
| linia | stan skupienia                 | przemiana                                                                                 | opis                                                                                          |
| ----- | ------------------------------ | ----------------------------------------------------------------------------------------- | --------------------------------------------------------------------------------------------- |
| AB    | Likwidus                       | Początek wydzielania fazy α(δ)                                                            | Odpowiada zmiennemu stężeniu węgla w fazie ciekłej w wyniku wydzielania fazy α(δ)             |
| BC    | Likwidus                       | Początek wydzielania fazy γ                                                               | Odpowiada zmiennemu stężeniu węgla w fazie ciekłej w wyniku wydzielania fazy γ                |
| CD    | Likwidus                       | Początek wydzielania cementytu pierwotnego z roztworu ciekłego                            | Odpowiada zmiennemu stężeniu węgla w fazie ciekłej w wyniku wydzielania cementytu             |
| AH    | Solidus                        | Koniec krzepnięcia fazy α(δ)                                                              | Odpowiada zmiennemu stężeniu węgla w kryształach fazy α(δ)                                    |
| HJB   | Linia przemiany perytektycznej |                                                                                           | ciecz (B) + roztwór α(δ)(H)CHŁODZENIE/NAGRZEWANIE roztwór γ (J)                               |
| JE    | Solidus                        | Koniec krzepnięcia fazy γ                                                                 | Odpowiada stężeniu węgla w kryształach roztworu γ                                             |
| ECF   | Linia przemiany eutektycznej   |                                                                                           | ciecz (C) CHŁODZENIE/NAGRZEWANIE roztwór γ (E) + cementyt (F)                                 |
| HN    |                                | Początek przemiany alotropowej roztworu α(δ) w wyniku tworzenia się kryształów roztworu γ |                                                                                               |
| JN    |                                | Koniec przemiany roztworu α(δ) w roztwór γ                                                | Odpowiada zmiennemu stężeniu węgla w roztworze γ w wyniku przemiany α(δ) w γ oraz γ w α(δ)    |
| ES    |                                | Początek wydzielania cementytu wtórnego w roztworze stałym                                | Odpowiada zmiennemu stężeniu węgla w roztworze γ                                              |
| GOS   |                                | Początek przemiany alotropowej roztworu γ w roztwór α                                     | Odpowiada zmiennemu stężeniu węgla w roztworze γ w wyniku tworzenia się kryształów roztworu α |
| MO    | Linia przemiany magnetycznej   |                                                                                           | roztwór paramagnetyczny CHŁODZENIE/NAGRZEWANIE roztwór α ferromagnetyczny                     |
| GMP   |                                | Koniec przemiany alotropowej roztworu γ w roztwór α                                       | Odpowiada zmiennemu stężeniu węgla w roztworze α                                              |
| PSK   | Linia przemiany eutektoidalnej |                                                                                           | roztwór γ (S) CHŁODZENIE/NAGRZEWANIE roztwór α (P) + cementyt (K)                             |
| PQ    |                                | Początek wydzielania cementytu trzeciorzędowego                                           | Odpowiada zmiennemu stężeniu węgla w roztworze α                                              |